# Tu - naktis
Tu - naktis è il terzo album in studio del gruppo musicale lituano Lilas ir Innomine, pubblicato il 24 ottobre 2015.

## Tracce
1. Daina, kurios nedainavo niekas – 3:31
2. Tu - naktis – 3:21
3. Sau ir tau – 4:02
4. Karina – 3:46
5. Tai taip toli – 3:20
6. Žmogus velniškai bijantis stebuklo – 3:14
7. Išversk man pasaulį – 3:59
8. Vynas su inkognito – 3:45
9. Viešbutis – 3:14
10. Išprotėjęs metropolis – 3:35

## Classifiche

### Classifiche di fine anno
| Classifica (2022) | Posizione |
| ----------------- | --------- |
| Lituania          | 71        |